# Vinkenbaan 14 (Santpoort-Zuid)
Het monumentale huis aan de Vinkenbaan 14 in Santpoort-Zuid is het eerste huis in Nederland dat in gietbeton uitgevoerd is. Het gebouw dateert uit 1911 naar het ontwerp van Herman Hana en H.J. Harms. Tevens was Hendrik Petrus Berlage betrokken als esthetisch adviseur. Hana was een leerling van Berlage.
Het woonhuis heeft een eenvoudig L-vormig grondplan van voegloos gewapend beton met witgepleisterde muren.